# Ecaterina I a Rusiei
Ecaterina I (în rusă Екатерина I Алексеевна, născută Marta Helena Skowrońska, letonă Marta Elena Skavronska, mai târziu Marta Samuilovna Skavronskaya; n. 5/15 aprilie 1684, Kreițburg⁠(d), RSFS Rusă, URSS – d. 6/17 mai 1727, Sankt Petersburg, Imperiul Rus) a fost a doua soție a lui Petru cel Mare, împărăteasă a Rusiei din 1725 până la moartea sa.

## Tinerețe
Nu există documente care să confirme ascendența Caterinei. Versiunea obișnuită acceptată este că Marta Elena s-a născut la Ringen aflat în prezent în Estonia. În acele timpuri localitatea făcea parte din Letonia suedeză. A fost fiica lui Samuel Skowroński, mai târziu Samuil Skavronski, un țăran leton de origine poloneză.
În casa pastorului luteran Ernst Glück, pentru care a lucrat ca menajeră de la vârsta de 12 ani, a învățat carte de la teologul transilvănean Georg Soterius.
La vârsta de 17 ani s-a căsătorit cu un dragon suedez, cu care a fost măritată opt zile în 1702, moment în care trupele suedeze au fost retrase din Alūksne. După ce trupele ruse au ocupat localitatea, pastorul luteran Ernst Glück a fost chemat la Moscova ca traducător în serviciul mareșalului Boris Sheremetev, iar Georg Soterius s-a întors la Sibiu. Marta a devenit slujitoare în casa prințului Alexandru Menșikov, bun prieten al lui Petru cel Mare și primul guvernator al orașului Sankt Petersburg.
În 1703 când Petru l-a vizitat pe Menșikov, a întâlnit-o pe Marta iar la scurtă vreme, aceasta i-a devenit amantă. În 1705 ea s-a convertit la ortodoxism și și-a luat numele de Ecaterina Alexeievna.

## Căsătoria și viața de familie
Ecaterina și Petru s-au căsătorit în secret în 1707. Au avut nouă copii dintre care doar două fete au ajuns la maturitate, Ana și Elisabeta. Relația lor a fost  foarte bună și un număr mare de scrisori demonstrează puternica afecțiune dintre Ecaterina și Petru. Ea era cea care reușea să calmeze desele accese de furie ale lui Petru și care-l îngrijea în timpul crizelor de epilepsie.
După moartea lui Petru și-a găsit cei patru frați: Christine, Anna, Karl și Friederich/Theodor, le-a acordat noi titluri de conți și contese și i-a adus în Rusia. Christine Skowrońska, renumită Christina Samuilovna Skavronskaia (1687–1729), s-a căsătorit cu Simon-Heinrich iar urmașii lor au fost conții Guendrikov; Anna Skowrońska, renumită Anna Samuilovna Skavronskaia, s-a căsătorit cu Michael-Joachim iar urmașii lor au fost conții Efimovski; Karl Skowroński, renumit Karel Samuilovich Skavronski, a fost numit conte al Imperiului Rus la 5 ianuarie 1727 și șambelan al curții imperiale; Friedrich/Theodor Skowroński, renumit Feodor Samuilovich Skavronski, a fost numit conte al Imperiului Rus la 5 ianuarie 1727 și s-a căsătorit de două ori, cu o lituaniancă și cu Ecaterina Rodionovna Saburova, însă nu a avut urmași cu nici una dintre ele.

## Țarină

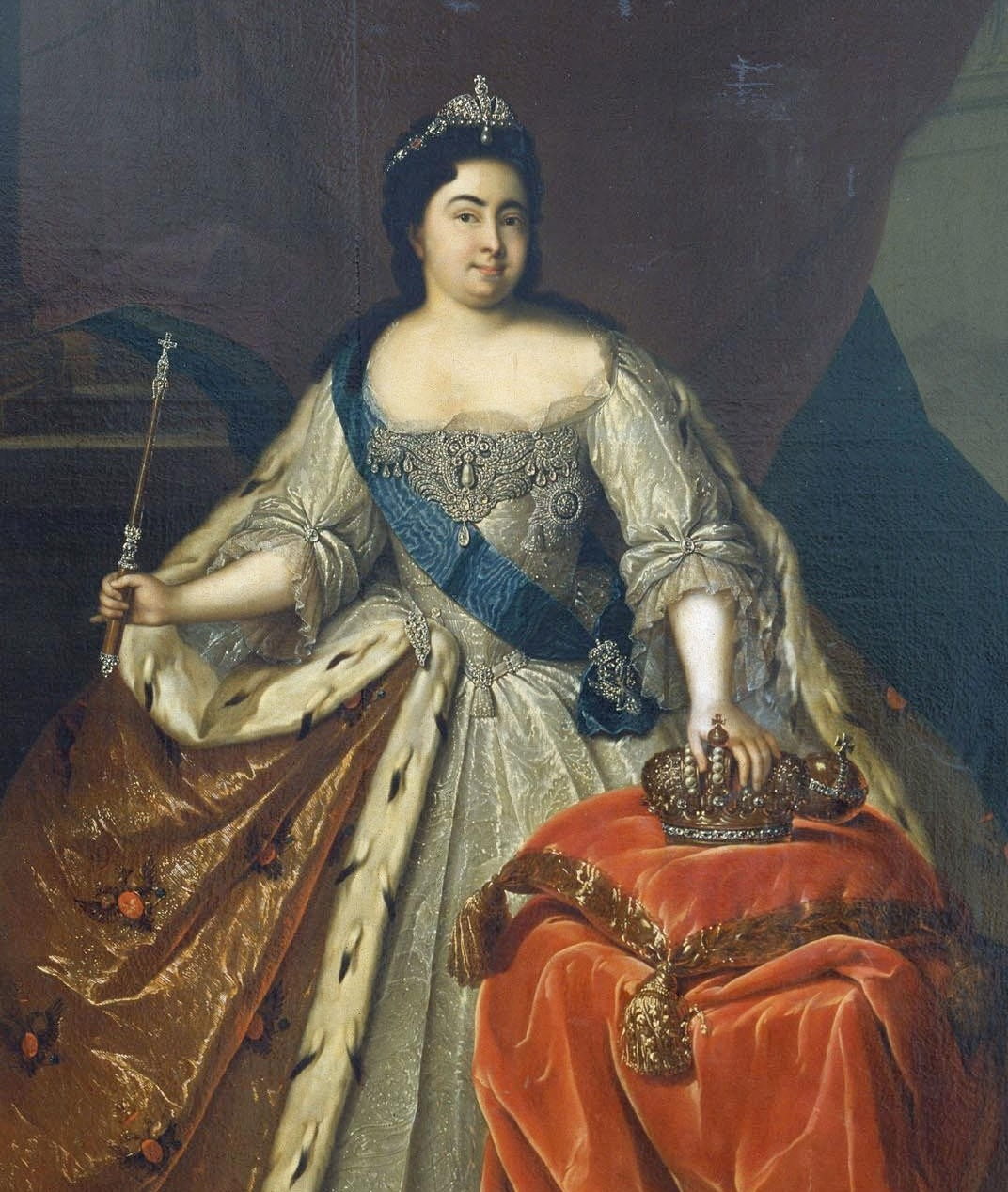
Țarina Ecaterina I

Petru a murit (28 ianuarie 1725 stil vechi) fără să numească un succesor. În tabăra Ecaterinei se aflau "omenii noi", cei pe care Pușkin avea să-i numească "puișorii din cuibul lui Petru" și a căror interese erau legate de noua capitală. La o schimbare a puterii ar fi pierdut totul. Ecaterina a fost prima femeie care a condus Imperiul Rus, deschizând calea legală a celor șaptezeci de ani (aproape tot secolul al XVIII-lea) de domnie a femeilor în Rusia; toate au continuat politica lui Petru I pentru modernizarea Rusiei.
După moartea lui Petru I, Ecaterina are de înfruntat o altă durere: la numai câteva zile după decesul soțului ei, moare și fiica ei în vârstă de șapte ani, Natalia.

Domnia Ecaterinei a durat aproape doi ani, timp în care a patronat expediția științifică a lui Bering care avea să descopere strâmtoarea ce desparte Asia de America și care îi va purta numele, să inaugureze Academia de Științe de la Sankt Petersburg și să restrângă puterea Senatului. Ecaterina a continuat destul de fidel politica și reformele lui Petru.
Totuși, adevăratul stăpân al Rusiei era Menșikov. A murit la 43 de ani  la St. Petersburg de hidropizie și a fost înmormântată în Catedrala Sfinții Petru și Pavel din Sankt Petersburg.